# Joyabaj K’iche’ jezik
Joyabaj K’iche’ jezik (ISO 639-3: quj; povučen iz upotrebe 16. 1. 2009.), dijalekt quiche jezika iz departmana Quiché koji se govori u općini Joyabaj u Gvatemali. Donedavno je bio priznat kao poseban jezik čiji je identifikator [quj] povučen iz upotrebe 16. siječnja 2009. s obrazloženjem da se radi o dijalektu jednog jezika. Njime govori oko 54 300 Quiché Indijanaca (1991 SIL).
Klasificirao se podskupini Quiche-Achi, čiji su svi predstavnici izgubili status jezika i vode se kao dijalekti jezika quche [quc] ili achi [acr].

## Vanjske poveznice
- Ethnologue (14th)
- Ethnologue (15th)